# 短齿白毛假糙苏
短齿白毛假糙苏（学名：Paraphlomis albida var. brevidens）为唇形科假糙苏属下的一个变种。

## 扩展阅读
- 維基物種上的相關：短齿白毛假糙苏